# Balkan (dorp)
Balkan (Bulgaars: Балкан) is een dorp in de Bulgaarse gemeente Stambolovo, oblast Chaskovo. Het dorp ligt hemelsbreed 18 km ten zuidoosten van Chaskovo en 211 km ten zuidoosten van Sofia. 

## Bevolking
Op 31 december 2020 telde het dorp Balkan 236 inwoners.
| Bevolkingsontwikkeling tussen 1934 en 2020          |
| --------------------------------------------------- |
|                                                     |
| Bron: Nationaal Statistisch Instituut van Bulgarije |

In het dorp wonen grotendeels etnische Turken. In de optionele volkstelling van 2011 identificeerden 200 van de 210 ondervraagden zichzelf als etnische Turksn, oftewel 95%. De overige inwoners identificeerden zichzelf als etnische Bulgaren (10 inwoners, oftewel 5%).
| Etnische samenstelling van de respondenten (2011) | Etnische samenstelling van de respondenten (2011) | Etnische samenstelling van de respondenten (2011) | Etnische samenstelling van de respondenten (2011) | Etnische samenstelling van de respondenten (2011) |
| ------------------------------------------------- | ------------------------------------------------- | ------------------------------------------------- | ------------------------------------------------- | ------------------------------------------------- |
|                                                   |                                                   |                                                   |                                                   |                                                   |
| Bulgaren                                          | Bulgaren                                          |                                                   | 4,8%                                              | 4,8%                                              |
| Turken                                            | Turken                                            |                                                   | 95,2%                                             | 95,2%                                             |
| Roma                                              | Roma                                              |                                                   | 0,0%                                              | 0,0%                                              |
| Anders/Onbekend                                   | Anders/Onbekend                                   |                                                   | 0,0%                                              | 0,0%                                              |